# HMS Racoon
La HMS Racoon, a volte scritto anche come HMS Raccoon, è stata un incrociatore di classe Archer della Royal Navy britannica.
Costruita nei cantieri di Devonport, fu varata il 1º febbraio 1886 ed entrò in servizio il 1º marzo 1888. Servì nella East Indies Station. Il 27 agosto 1896, fu coinvolta nel bombardamento del Palazzo del sultano Khālid durante i 40 minuti della Guerra anglo-zanzibariana.
A inizio maggio 1901 fece ritorno nel Regno Unito, e fu ancorato a Sheerness il 6 luglio 1901.
La nave fu dismessa il 1º gennaio 1905 e venduta per essere demolita.

Scatto che ritrae 33 schiavi catturati dal Racoon